# Pucokruengcut
Pucokruengcut är ett berg i Indonesien.   Det ligger i provinsen Aceh, i den västra delen av landet, 1 800 km nordväst om huvudstaden Jakarta. Toppen på Pucokruengcut är 439 meter över havet.
Terrängen runt Pucokruengcut är varierad.Runt Pucokruengcut är det glesbefolkat, med 16 invånare per kvadratkilometer. I omgivningarna runt Pucokruengcut växer i huvudsak städsegrön lövskog.